# Purée Mongole
El Purée Mongole es una especie de sopa que nada tiene que ver con la cocina de Mongolia, a pesar de su denominación. El plato es una invención del cocinero Louis Diat, chef en el Hotel Ritz-Carlton de Nueva York, donde supuestamente fue inventada la receta del vichyssoise.

## Características
El Purée Mongole se elabora con una mezcla de sopas de lata de la marca Campbell: se añade una de sopa de guisantes y otra de tomate y se rebaja con suficiente leche y agua, se especia con curry en polvo. La compañía Campbell Soup Company incluyó esta sopa entre sus recetas en el año 1949 (Easy Ways to Good Meals) y otros autores como Dinah Shore han incluido su elaboración en su libro de cocina Someone's in the Kitchen with Dinah. El purée Mongole fue el plato preferido de J. Edgar Hoover. 